# Nemzeti ünnep (Tajvan)
Tajvan nemzeti ünnepén (hagyományos kínai: 雙十節, egyszerűsített kínai: 双十节, pinjin: Shuāng Shí Jié, magyaros átírás szerint: Suang si csie, szó szerinti fordításban: dupla tíz nap), melyet október 10-én ünnepelnek az országban, az 1911. október 10-én véget ért Wuchang felkelés (Vucsang felkelés) napját ünneplik, mely a Csing-dinasztia végét és Kínai Köztársaság megalakulását eredményezte 1912. január 1-jén. A kormány a napot nemzeti ünnepnapnak nyilvánította.
1949-ben a kínai polgárháborút követően a Kínai Köztársaság kormánya elveszítette az irányítást a szárazföldi Kína fölött és Tajvanra távozott. A Nemzeti Ünnepnapot napjainkban a Kínai Köztársaság ún. szabad területein ünneplik, mely a köztársaság irányítása alatt maradt, illetve sokan ünneplik a tengerentúli kínaiak körében is.

## Tajvanon
Tajvanon a hivatalos ünnepség a Kínai Köztársaság zászlajának felvonásával kezdődik a tajpeji elnöki épület előtt, melyet a nemzeti himnusz követ. Ezután katonai felvonulással egybekötött ünneplés kezdődik, a hagyományos kínai kultúra bemutatásával, oroszlántánccal és dobosokkal. Később a nap folyamán a köztársaság elnöke üdvözli az országot és a sziget nagyobb városaiban tűzijátékot tartanak.
A 2009-es nemzeti ünnep során mindenféle államilag támogatott fesztivált töröltek, és az arra szánt pénzt (70 millió tajvani új dollár) a Morakot tájfun által okozott károk helyreállítására fordították.

## Tajvanon kívül
A tengerentúli kínaiak kulcsszerepet játszottak a Kínai Köztársaság létrejöttében, mivel a nemzet alapítója, Szun Jat-szen tőlük kapott jelentős pénzügyi támogatást a Csing-dinasztia megdöntésére és Ázsia második köztársaságának megalapítására. Tajvanon kívül a nemzeti ünnepet számos ilyen kínai közösség ünnepli, jelentősebb helyszínei ennek San Francisco és Chicago kínai negyedei.
A szárazföldi Kína területén a napot a Hszinhaj forradalom (Xinhai forradalom) és a vucsangi felkelés (wuchangi felkelés) évfordulójának alkalmából ünneplik.
Mielőtt Hongkong Kínához való visszacsatolása megtörtént 1997-ben, a Kínai Köztársaság számos támogatója hazafias és színes zászlók – jellemzően a Kínai Köztársaság zászlajával – kitűzésével ünnepelte a nemzeti ünnepet. A visszacsatolást követően a napot továbbra is ünneplik Hongkongban, de a nemzeti zászlókat 1997 júliusa óta a hongkongi rendőrség eltávolította.

## Galéria

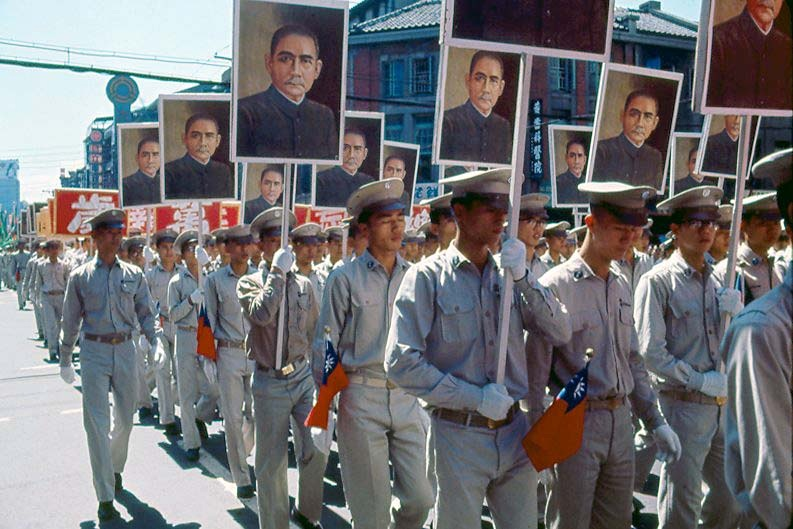
1965-ös ünnep
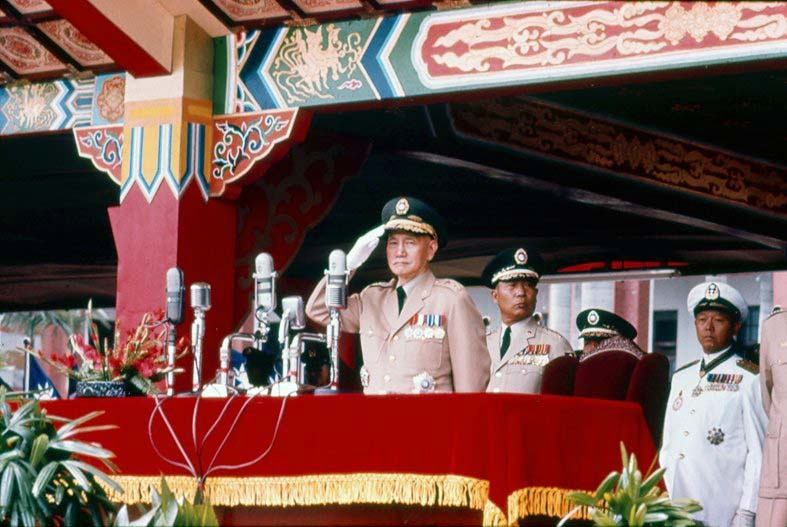
Csang Kaj-sek (Chiang Kai-shek) az 1966-os ünnepen
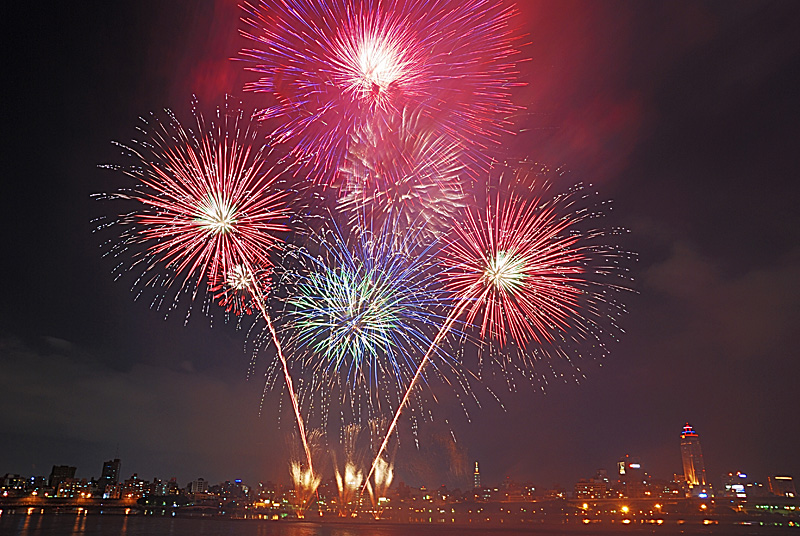
Tűzijáték 2006-ban
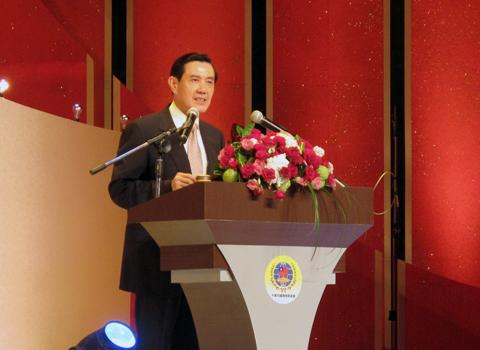
Ma Jing-csiu (Ma Ying-jeou) elnök a 2010-es ünnepen